# Mitragyna diversifolia
Mitragyna diversifolia es una especie de planta perteneciente a la familia de las rubiáceas. Se distribuye por el sur de Asia.

## Descripción
Es un árbol caducifolio, que alcanza hasta los 15 m de altura; las ramas en ángulo y cilíndricas. La lámina de las hojas parecidas al papel seco, ovado-oblongas a elíptico-ovadas, de 14.6 × 9.3 cm de longitud, ápice obtuso a cortamente acuminado. la corola amarillenta con lóbulos blancos. El fruto en forma de cápsula de 3-4 mm.

## Distribución
Se distribuye por los bosques de China, en Yunnan, Camboya, Indonesia, Laos, Birmania, Filipinas, Tailandia y Vietnam.

## Taxonomía
Mitragyna diversifolia fue descrita por (Wallich ex G.Don) Havil. y publicado en Journal of the Linnean Society, Botany 33: 71, en el año 1897.
Sinonimia
- Mamboga capitata Blanco
- Mitragyna javanica Koord. & Valeton
- Nauclea adina Blanco
- Nauclea africana var. luzoniensis DC.
- Nauclea diversifolia Wall. ex G.Don basónimo
- Nauclea parvifolia var. diversifolia (Wall ex G.Don) Kurz
- Stephegyne diversifolia (Wall. ex G.Don) Hook.f.
- Stephegyne diversifolia (Wall. ex G.Don) Brandis
- Stephegyne parvifolia Vidal
- Stephegyne tubulosa Fern.-Vill.[3]